# Xırxatala
Xırxatala är en ort i Azerbajdzjan.   Den ligger i distriktet Qəbələ, i den centrala delen av landet, 190 km väster om huvudstaden Baku. Xırxatala ligger 594 meter över havet och antalet invånare är 1 392.
Terrängen runt Xırxatala är varierad. Närmaste större samhälle är Qutqashen, 7,5 km öster om Xırxatala. 
Trakten runt Xırxatala består till största delen av jordbruksmark. Runt Xırxatala är det ganska tätbefolkat, med 58 invånare per kvadratkilometer.